# 俺の
俺の株式会社（おれの）は、東京都中央区に本社を置く、飲食店のチェーン展開を行っている外食産業企業である。

## 概要
ブックオフコーポレーション創業者・坂本孝は、2007年にブックオフコーポレーションを退社した後、2009年にバリュークリエイト株式会社を設立し、飲食業に参入した。当初は串焼き店を営業していた。
2011年、東京・新橋に『俺のイタリアン新橋本店』を開店。「俺のフレンチ」をはじめとした「俺の」を冠する立食の飲食店業態が好評を博したこともあり、2012年11月に俺のフレンチ・俺のイタリアン株式会社（のちに現社名へ変更）を設立し、飲食店事業を承継させた。
信用調査会社によると2013年10月期は30億8600万円、2014年は74億1900万円を売り上げ、急成長した。2015年は経営幹部が次々と辞任。
2016年7月時点で、「俺の」シリーズ34店舗（うち海外3店舗）、その他3店舗の計37店舗を展開する。国内店舗はさいたま、東京、横浜、大阪、福岡、新潟に展開しているが、その内の半数が東京銀座地区に集中している。特に銀座8丁目だけで8店舗を構えている。2016年11月に新橋本店閉店。同月、恵比寿に「俺のベーカリー＆カフェ」開店。
2024年7月に投資ファンドのネクスト・キャピタル・パートナーズが全株式を取得。
2024年11月にはオリーブと合併。
今後ニューヨーク進出を目指している。

## 店舗ブランド

### 「俺の」シリーズ
一流のレストランで腕をふるっていた料理人を招聘し、高級食材を使いながらもリーズナブルな価格で料理を提供し人気を得ている。創業当時は立席をメインとすることにより、客の収容数と回転率を高めることによって低価格を実現し、それによって薄利多売が可能になっていたが、2023年時点では立席はすべてなくなっている。
ドリンク（特に酒）を安く仕入れることもあって、俺のイタリアンでは「原価率40％」以上、俺のフレンチでは飲食業界としては異例の、「原価率60％」以上（中には100%を超える商品もある）でも利益を生み出すビジネスモデルを確立した。

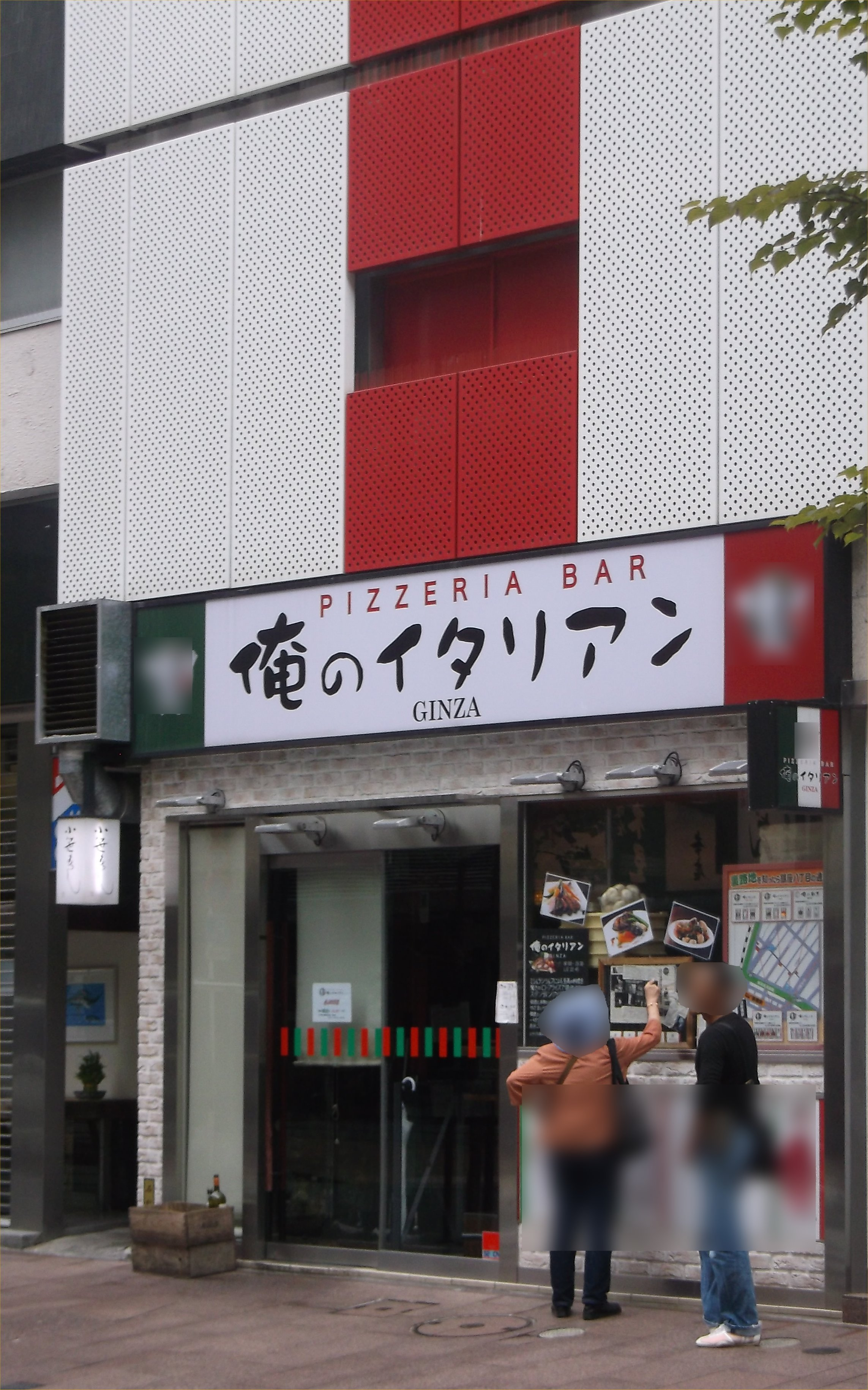
俺のイタリアン
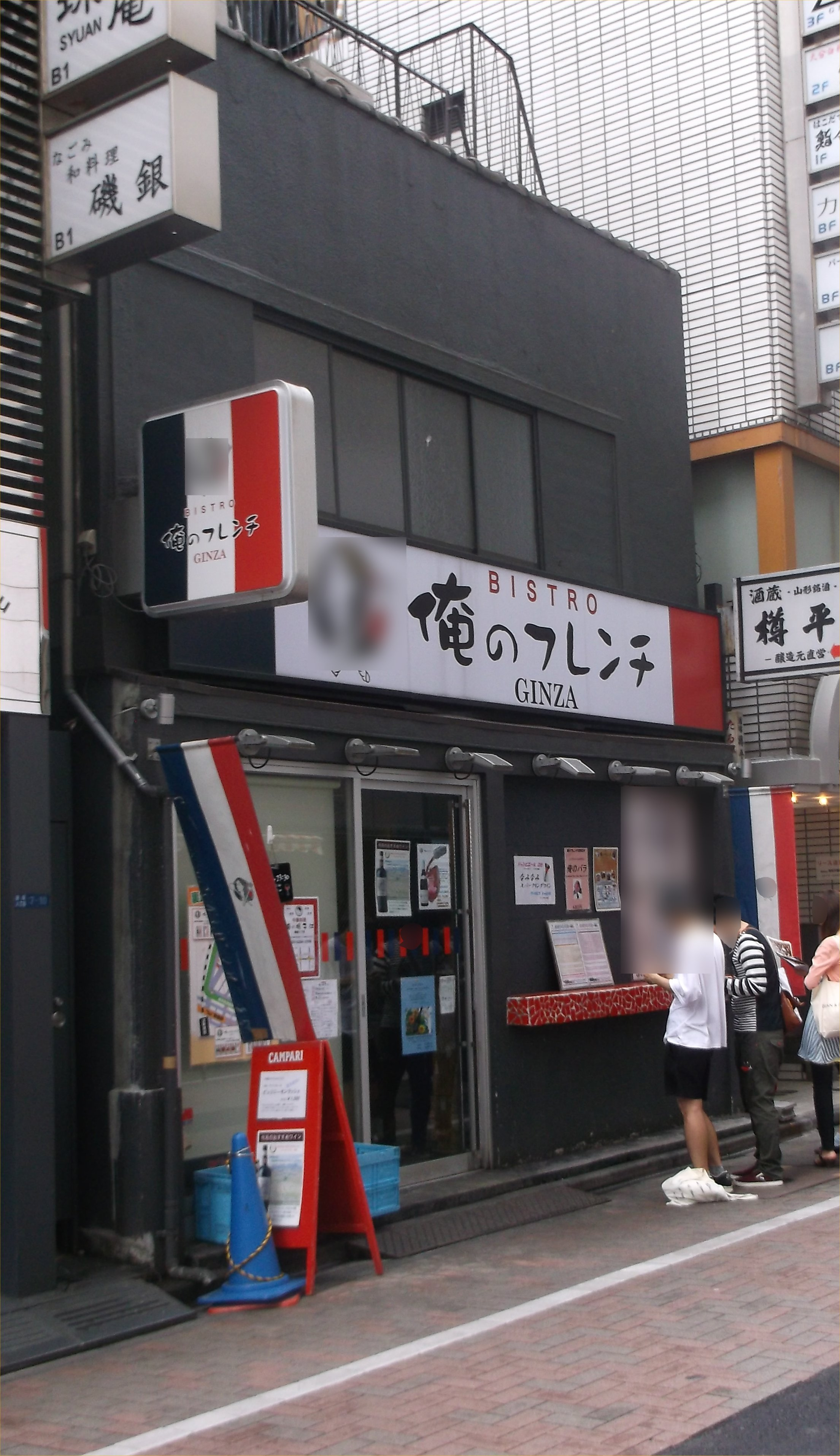
俺のフレンチ
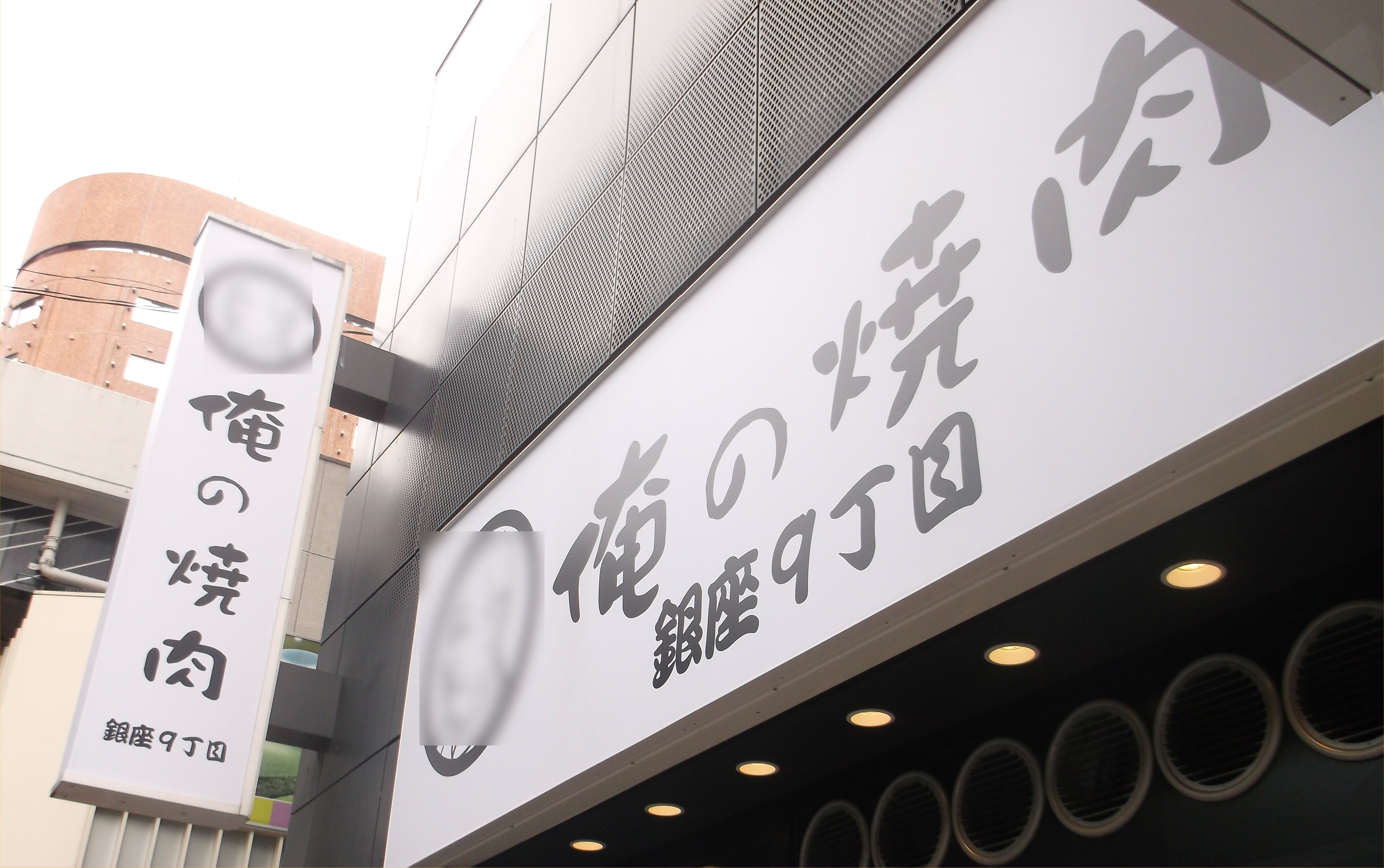
俺の焼肉銀座9丁目

- 俺のスパニッシュ
- 俺の焼肉
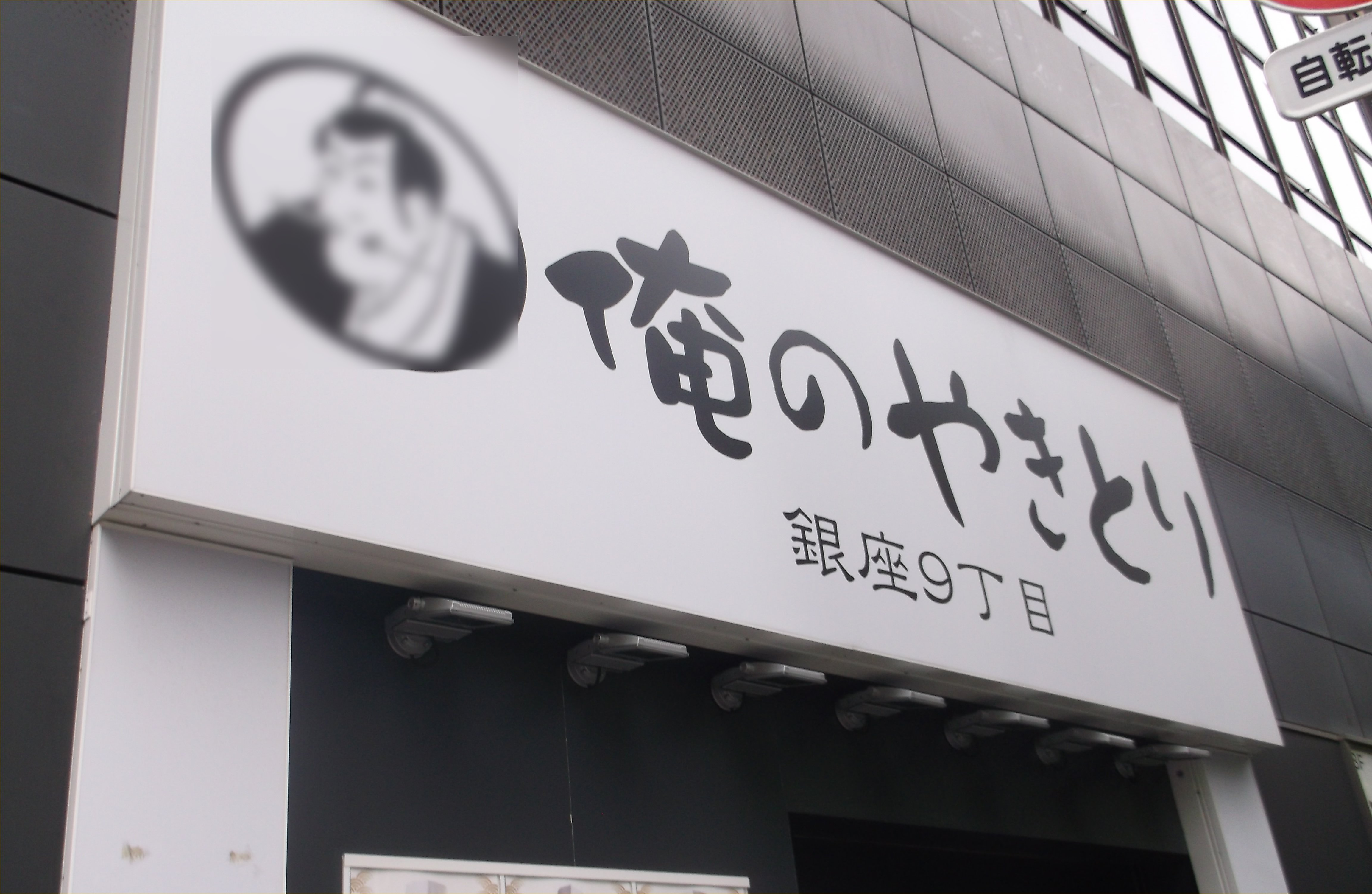
俺の焼き鳥
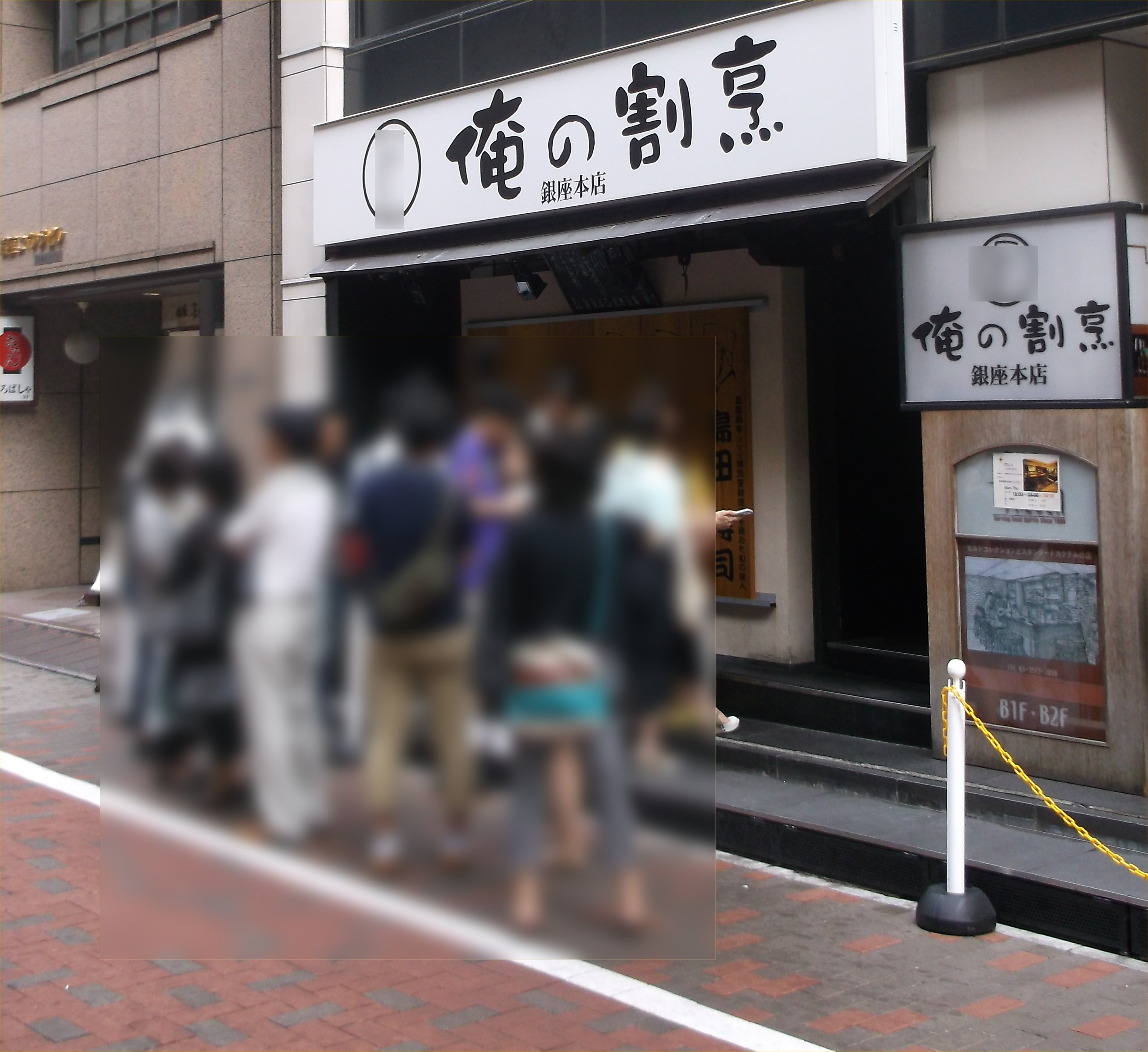
俺の割烹
- 俺の天ぷらバル
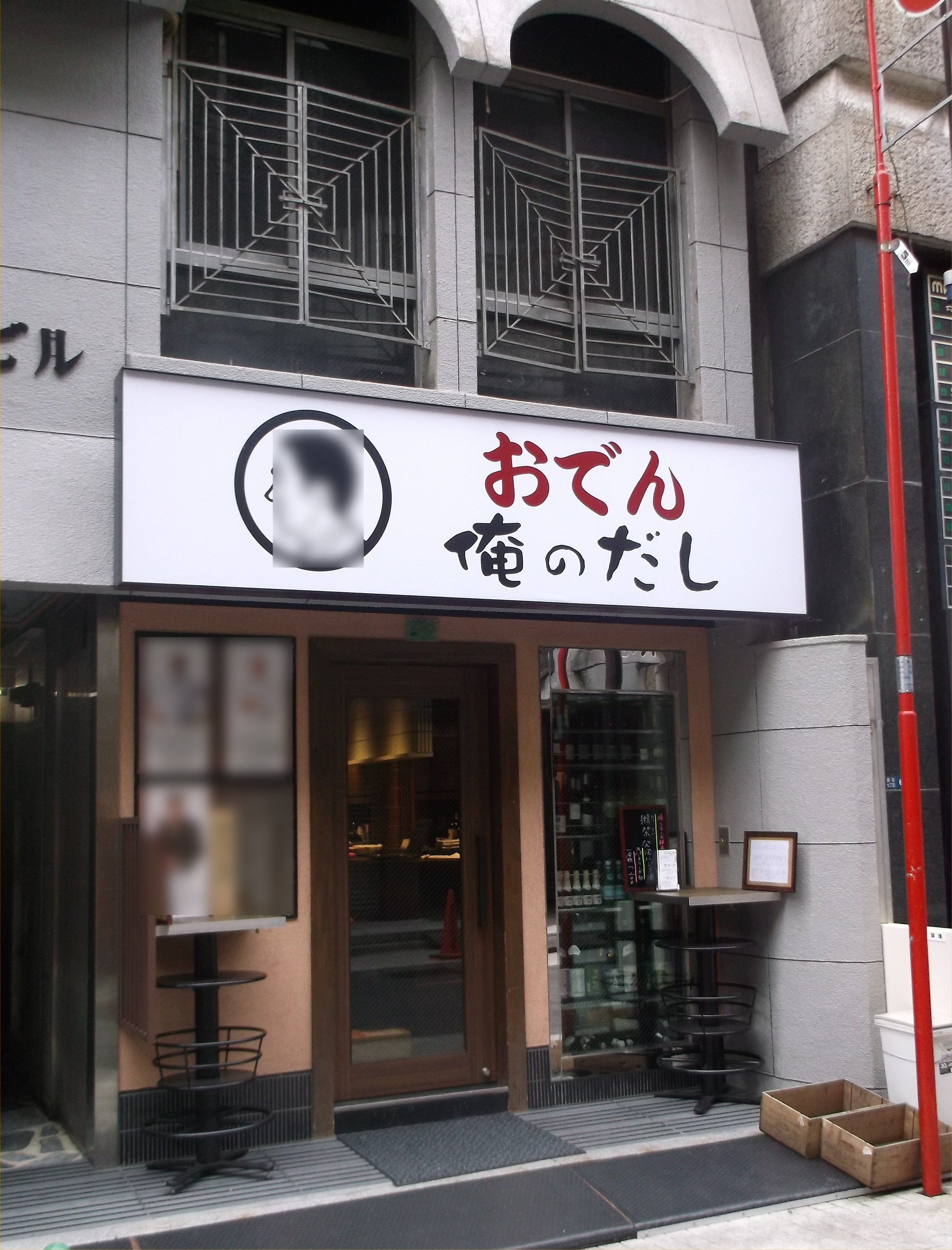
そば 俺のだし
- おでん 俺のだし
- 俺のBakery[15]
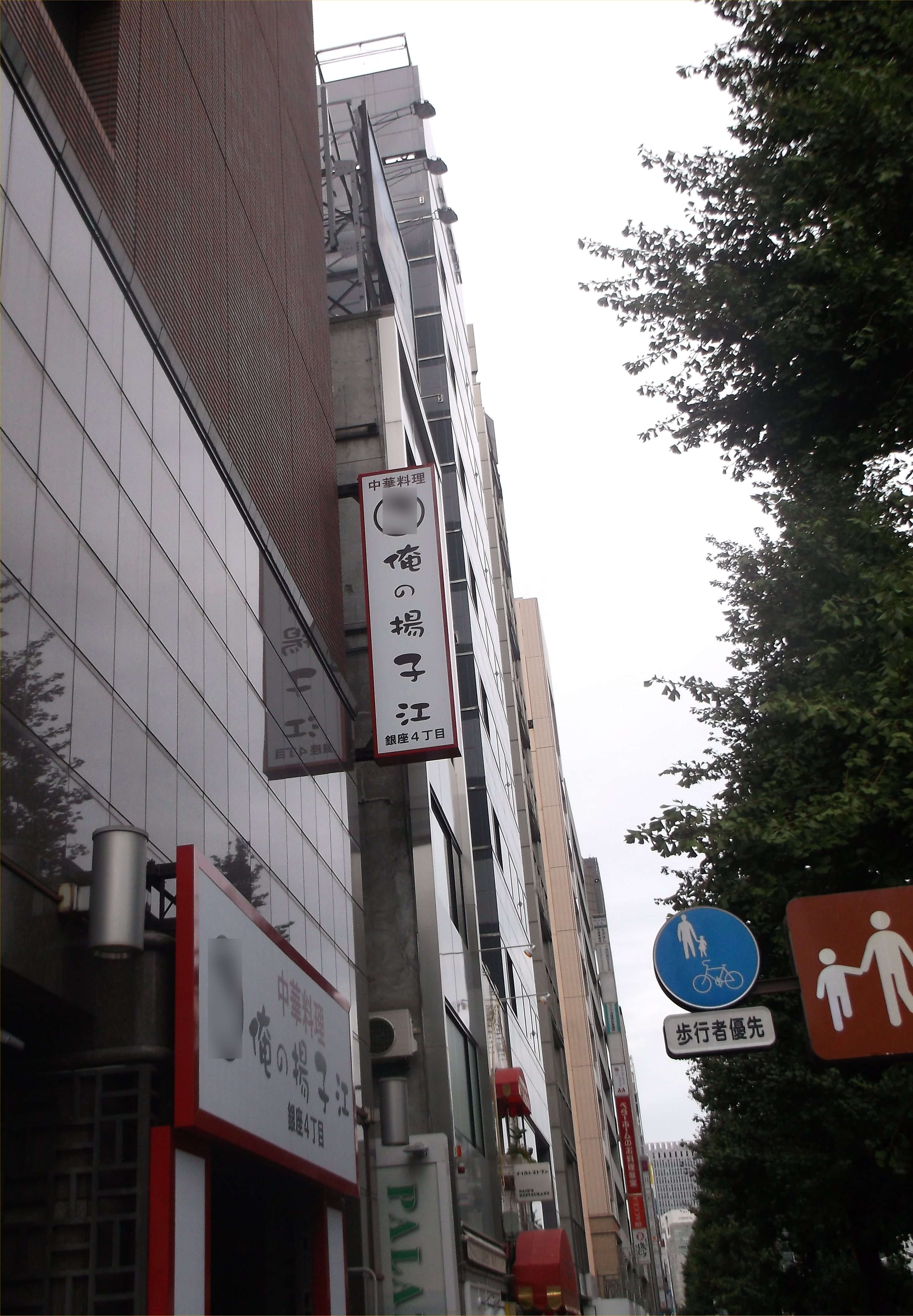
俺の揚子江 ※閉店

- 俺のイタリアン銀座
- 俺のフレンチ銀座
- 俺の焼肉銀座9丁目
- 俺の焼き鳥銀座9丁目
- 俺の割烹銀座本店
- おでん俺のだし
- 俺の揚子江銀座4丁目

### その他
- 銀座しまだ（和食）
- 銀座おかもと（懐石料理） ※閉店
- 銀座ときとう（うなぎ） ※閉店

各店舗とも、その店の料理長の名字を冠している。